# Via Medina
Via Medina è una strada della città di Napoli, ubicata nel centro storico cittadino.

## Storia
Secondo gli studi di Benedetto Croce, il famoso quartiere del Malpertugio, luogo presente nella novella boccaccesca di Andreuccio da Perugia, sarebbe da identificare proprio con quella che oggi si chiama Via Medina.
Il nome della strada deriva da quello del viceré spagnolo Ramiro Felipe Núñez de Guzmán, duca di Medina de las Torres, che fece risistemare la zona.
La sua forma irregolare, specie nella parte terminale sud, la fa sembrare un largo più che una strada. Infatti in epoca angioina era denominata Largo delle Corregge, perché adibita a luogo per lo svolgimento di tornei (le corregge erano le bardature che si applicavano ai cavalli) all'esterno delle mura medievali. Difatti presso la parte settentrionale del largo si apriva la porta Petruccia, risalente allo stesso periodo angioino e che portava tramite il largo al vicinissimo Castel Nuovo.
Un primo importante sviluppo urbanistico avviene con l'inclusione del territorio di Santa Marta nella cerchia muraria da parte degli aragonesi. Questa parte di territorio appartenente ai monaci di San Pietro martire in epoca contemporanea costituirà il rione Carità.
Con il rifacimento del castello ad opera di Alfonso V d'Aragona, le Corregge, dette anche stradone dell'Incoronata diventano centro di un'intensa attività commerciale diventando il cuore di una zona adoperata come quartier generale economico di mercanti esteri come i Fiorentini, i Genovesi e i Catalani, ancora ricordati nei toponimi dei dintorni.

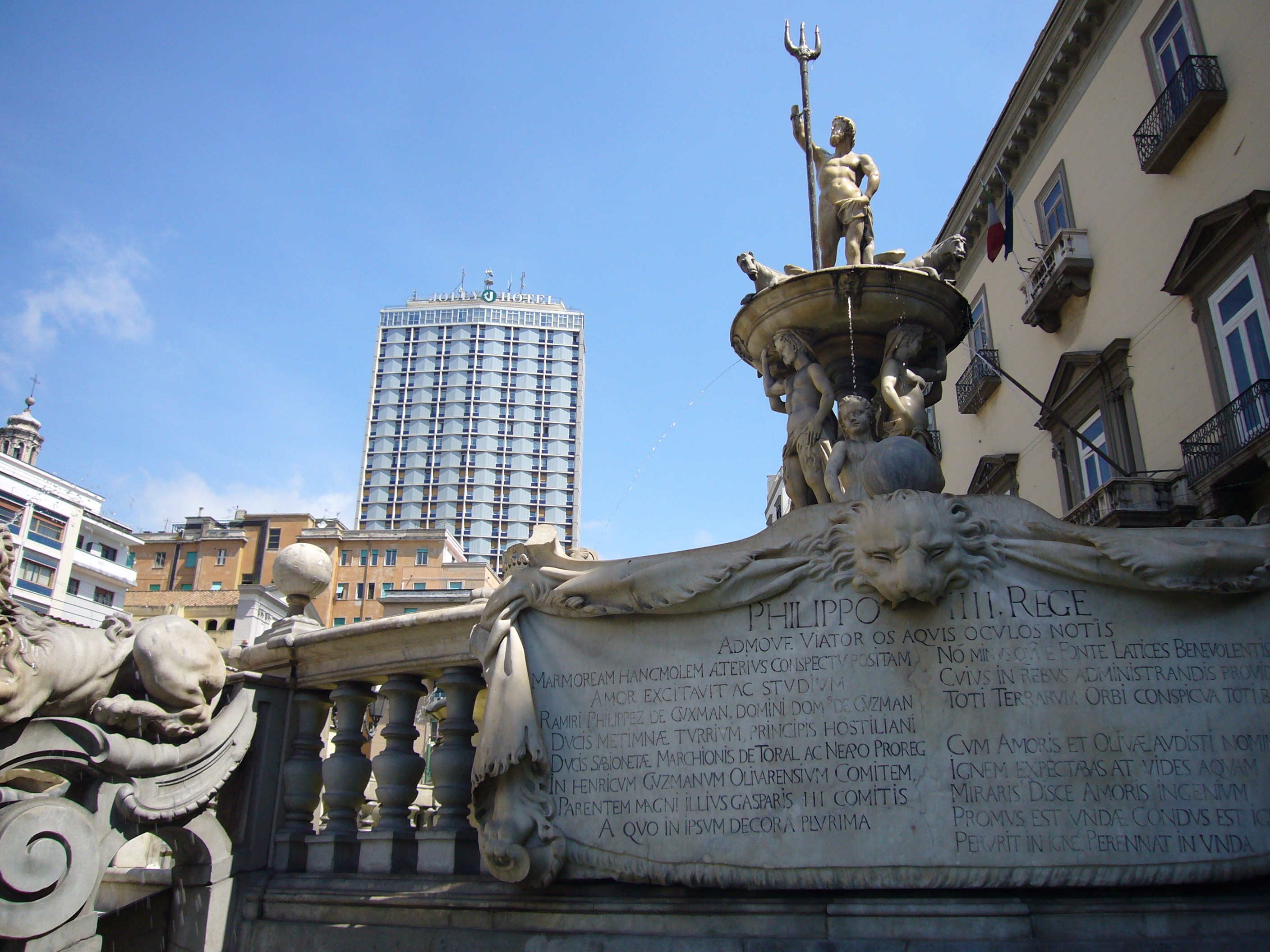
La fontana del Nettuno in primo piano con l'Ambassador's Palace Hotel alle spalle prima del suo spostamento in piazza Municipio

Le modifiche urbanistiche, che saranno costante di questi luoghi, continuano nel XVI secolo, quando si decide di allargare i bastioni del castello. Il risultato fu un notevole innalzamento del suolo che causò l'isolamento della chiesa dell'Incoronata, uno degli edifici più antichi della strada, ancora ammirabile sebbene da un dislivello di circa due metri.
Nel 1559 viene eseguito il primo significativo intervento vicereale di miglioramento e ampliamento voluto dal viceré Pedro Afán de Ribera, Duca di Alcalà. La strada, prassi comunissima nel periodo spagnolo napoletano, fu chiamata strada Rivera.
Tra il Seicento e il Settecento si innalzano le chiese e i palazzi che ancora sorgono lungo la strada. In questo periodo, più precisamente verso la metà del XVII secolo c'è l'intervento del duca di Medina che risistemò la strada con il posizionamento della fontana del Nettuno, ragion per cui la strada fu chiamata Medina.
Nel XIX secolo, in particolar modo negli ultimi decenni, comincia la grande opera di risanamento cittadino, che interesserà particolarmente la parte ad est della strada con l'edificazione di via Guglielmo Sanfelice e via Depretis. La fontana del Nettuno, posta di fronte al portale del palazzo Sirignano, non più esistente, viene affiancata dopo il 1870 da graziosi giardini al centro dei quali viene collocata la statua di Saverio Mercadante, opera di Tito Angelini del 1876. Dopo lo spostamento della fontana i giardini vengono eliminati per realizzare un ampio slargo carrozzabile. Tuttavia si sfrutta la rientranza all'inizio della strada dovuta al palazzo dell'Hotel Isotta & Genève (neoclassico edificio eretto dove nel settecento era presente il sedile di Porto) dove la statua e i giardini vengono spostati, lì rimanendo fino al secondo dopoguerra.
Ulteriori cambiamenti radicali avvengono nel secolo successivo, per gli interventi in epoca fascista, durante i quali si demolisce il palazzo Sirignano a sud della strada, e negli anni cinquanta, questi ultimi nel vento della ricostruzione post-guerra e della speculazione edilizia del periodo laurino.
Tra i due periodi di rivoluzione urbanistica c'è ovviamente la seconda guerra mondiale che ha testimoniato la sua violenza distruttrice anche in via Medina, ferita dai bombardamenti dell'aprile 1943 essendo stati duramente colpiti in particolare il palazzo Fondi, la chiesa di San Diego e l'hotel Isotta & Genève. Ciò che rimaneva di quest'ultimo verrà poi abbattuto definitivamente negli anni cinquanta.
Nel 1946 la Repubblica vinse nel referendum con circa due milioni voti di distacco ma moltissime furono le polemiche intentate dai monarchici. La città fu un'accesa sostenitrice della monarchia sabauda tantoché la percentuale di votanti a favore del mantenimento del Regno fu altissima. Nei giorni seguenti la proclamazione della vittoria della Repubblica i monarchici cittadini tentarono il colpo di mano. Numerosi furono gli scontri con gli ausiliari di pubblica sicurezza inviati dall'allora ministro degli Interni Giuseppe Romita per sedare le rivolte che furono represse nel sangue. In particolare furono gravissimi gli scontri che avvennero l'11 giugno proprio a via Medina dove all'epoca insisteva la sede napoletana del Partito Comunista, che fu assaltata per aver esposto la bandiera tricolore senza lo stemma dei Savoia. Negli scontri morirono nove persone, colpite dalle raffiche dei reparti di sicurezza e ci furono 150 feriti. All'assalto era presente anche l'intellettuale Biagio De Giovanni, solo quattordicenne, allora simpatizzante monarchico.

## Descrizione

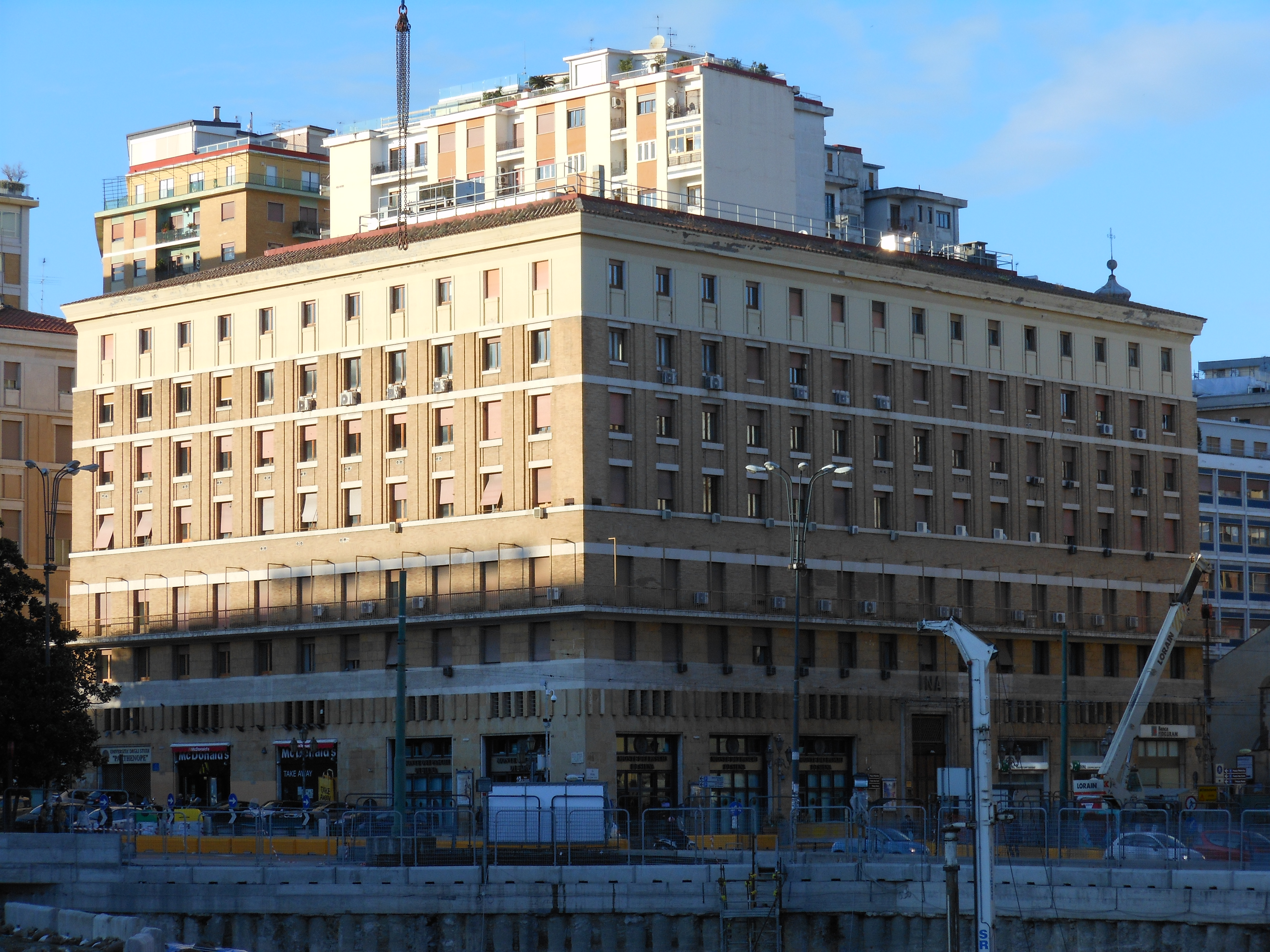
Il moderno palazzo direzionale INA ad angolo con piazza Municipio

Partendo da piazza del Municipio vediamo sulla sinistra, all'angolo con la piazza, il palazzo direzionale dell'INA, progettato tra il 1947 e il 1949 da Arnaldo Foschini e che oggi ospita la facoltà di economia dell'Università Parthenope.
Pochi passi più avanti, sulla destra si erge palazzo Fondi, risalente all'inizio XVIII secolo. Dinanzi a questo vi è stata collocata, tra il 2001 e il 2014, la fontana del Nettuno, prima ancora ubicata in piazza Giovanni Bovio, poi portata in via Medina, dove era collocata sin dal XVII secolo, per consentire la costruzione della stazione Università della Linea 1 della metropolitana. Nel 2015 la fontana è stata spostata a Piazza Municipio dinnanzi a Palazzo San Giacomo, sede del Comune di Napoli, nell'ambito dei lavori di rifacimento della piazza contestuali alla costruzione della stazione Municipio della Linea 1. 

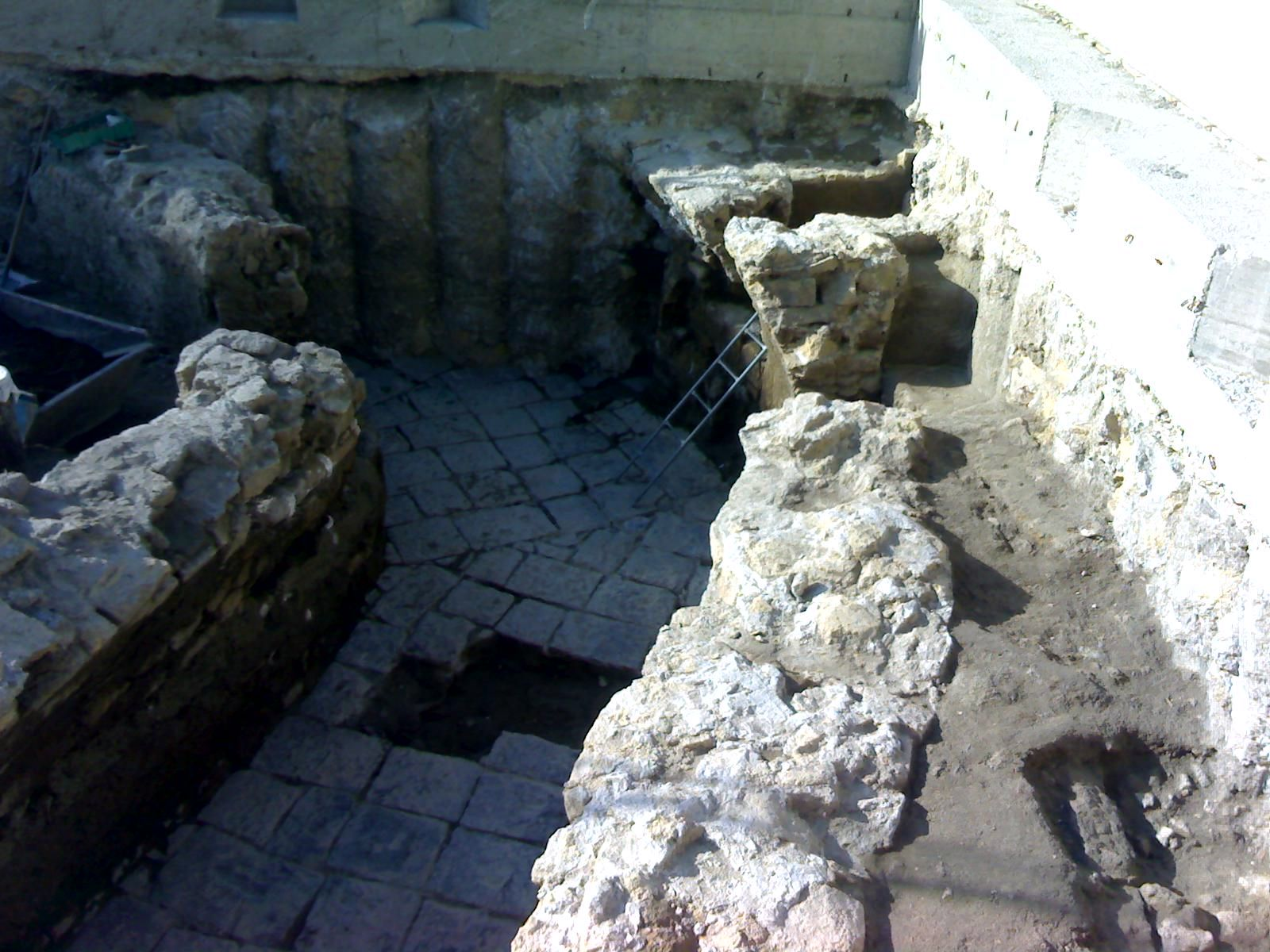
I resti archeologici lungo la via

I lavori della stazione Municipio della Linea 1 hanno interessato anche via Medina per la costruzione di un'uscita della stazione e hanno dato luce anche ad alcuni resti archeologici riguardanti un passaggio ancora rivestito di basolato vesuviano. Scavando ancor più in profondità è stato riportato alla luce uno scheletro umano che gli archeologi hanno stimato databile tra il VII e l'VIII secolo dopo Cristo.
Dirimpetto palazzo Fondi c'è la chiesa di Santa Maria Incoronata, risalente al XIV secolo, che ha subito le più grandi "offese" architettoniche: infatti oltre all'oblio causato dall'inalzamento del livello stradale è stata per secoli coperta da un edificio che adoperò addirittura gli archi a ogiva come finestre del pian terreno.
Immediatamente dopo la chiesa dell'Incoronata, adiacente ad essa, la Chiesa di San Giorgio dei Genovesi, del XVII secolo, anch'essa arditamente offuscata da vicini edifici del dopoguerra che ne nascondono la cupola. Tra le due chiese, sul lato opposto, la Chiesa della Pietà dei Turchini (o Incoronatella), dello stesso periodo.
Ritornando sul lato sinistro ecco i due palazzi rifatti da Ferdinando Fuga alla fine del XVIII secolo: palazzo d'Aquino di Caramanico e palazzo Caracciolo di Forino (detto anche palazzo Giordano). Tra i due palazzi insiste l'unica testimonianza urbanistica dell'antico rione San Giuseppe, lo stretto vico Medina che ancora oggi può darci un'idea della larghezza media delle strade della zona fino al XX secolo, tanto che Gino Doria riferisce che veniva chiamato vico Sghizzitiello, forse per l'esigua quantità di acqua piovana che il vicoletto riceveva date le sue anguste dimensioni. Il vicolo, che versava in condizioni pessime e di abbandono, è stato riqualificato nel gennaio 2024 grazie all'intervento di attivisti e imprenditori locali ed è oggi sede di eventi culturali.
Sul lato destro si ergono il palazzo Carafa di Nocera e la chiesa di San Diego all'Ospedaletto (con annesso chiostro oggi adoperato dalle forze dell'ordine), entrambi costruiti nel XVI secolo, mentre sul lato sinistro, dirimpetto il palazzo, l'Ambassador's Palace Hotel, grattacielo costruito nel 1954-57 e acquisito nel 2009 dalla NH Hoteles e infine a fianco a questo il palazzo della Questura costruito negli anni trenta del XX secolo.
Da citare a conclusione la chiesa di San Giuseppe Maggiore, che sorgeva in via San Giuseppe, la prosecuzione (più stretta per via dell'Hotel Isotta & Genève) di via Medina e situata dove oggi attesta l'incrocio con via Monteoliveto e via Diaz, costruita nei primi anni del XVI secolo e demolita nel 1934. Questa chiesa ha dato il nome all'intero quartiere che include anche via Medina e ha caratterizzato una tipica tradizione napoletana oggi non più diffusa: il 19 marzo, festività di San Giuseppe, si apriva un allegro mercatino di giocattoli, con le bancarelle che riempivano tutta la via.